# Палиум
Палиум (на латински: pallium) е част от католическото църковно и литургическо облекло на римските папи и митрополитите от латинския обред на Римокатолическата църква.
Представлява тясна бяла вълнена лента с избродирани шест черни, червени или виолетови кръстове. В източните обреди (православните църкви и източнокатолическите църкви) аналог на палиума е омофорът.

## Литургично значение
Историческият произход на палиума е свързан със символа на заблудената овца, която пастирът носи на своите рамене (Евангелие от Матей 18:12).
Папският палиум символизирира абсолютната власт на римския папа. Митрополитският палиум е знак за подчининието спрямо папата и за митрополитската власт в пределите на съответната митрополия. Кодексът на каноническото право на Римокатолическата църква посочва, че „палиумът обозначава властта, която митрополитът на Римската църква придобива по право в своята епархия“.
Папата поставя палиум на всяка литургия. Митрополитът може да носи палиум на всяка меса, но само в пределите на своя архидиоцез.

## История
Традицията за носене на палиум от християнските епископи се появява около IV век. От VI век в Западна Европа се възприема церемония по връчване на палиум на епископите, въпреки че се връчва не на всички епископи, а само на определени от тях, като знак за особено отличие. Впоследствие еволюцията на този елемент от литургичното облекло се развива по различен начин в Западна и Източна Европа. На Изток право да носи омофор по време на литургиите има всеки архиерей, докато в същото време на Запад носенето на палиум става прероргатив само на архиепископите, а впоследствие само на митрополитите. Формата на полиума с течение на времето също се променя многократно.

## Изработване и връчване на палиума
Палиумът традиционно се изработва от вълната на две бели агнета, отгледани в римската община от монаси – траписти от абатство Тре Фонтане. Ежегодно на 21 януари на празника на света Агнеса Римска в църквата „Сант Анезе фуори ле Мура“ се провежда папска меса, на която папата благословява тези агнета. Впоследствие те се остригват и от вълната им се изработват палиуми.
Съгласно действащото канонично право всеки нов митрополит е длъжен в тримесечен срок от своето назначение да измоли палиум от папата. Церемонията по връчването на палиума се провежда във Ватикана в тържествена обстановка, по правило на 29 юни, на празника на светите апостоли Петър и Павел.
До скоро римските папи са имали право да връчват палиум не само на митрополити, като знак за особена чест, но през 1978 г. папа Павел VI отменя тази възможност .

## Връчване на български палиуми
При подписването на унията между Българската църква и Римската църква в 1203 г., палиуми от папа Инокентий III (1198 - 1216) освен примасът на България - архиепископ Василий I Търновски, получават само още двама архиепископи - Анастасий Велбъждски и Сава Преславски.